# Apogon talboti
Apogon talboti es una especie de pez de la familia de los apogónidos en el orden de los perciformes.

## [Morfología
Los machos pueden llegar a alcanzar los 14 cm de longitud total.

## Distribución geográfica
Se encuentran en el Índico y en el Pacífico.